# Zygaenosia medioplaga
Zygaenosia medioplaga là một loài bướm đêm thuộc phân họ Arctiinae, họ Erebidae.